# Österreichischer Volleyball-Cup 2013/14 (Männer)
Der Österreichische Volleyball-Cup der Männer wurde in der Saison 2013/14 vom Österreichischen Volleyballverband zum 34. Mal ausgespielt und begann am 28. September 2013 mit der ersten Runde und endete am 31. Januar 2014 mit dem Finale. Der Pokal ging an die zweite Mannschaft des Hypo Tirol Volleyballteam.

## Teilnehmende Mannschaften
Für den österreichischen Volleyball-Cup haben sich anhand der Teilnahme der Ligen der Saison 2013/14 folgende 25 Mannschaften, die nach der Saisonplatzierung der 1. Bundesliga 2012/13, der 2. Liga Ost 2012/13, der 2. Liga Süd 2012/13 und der 2. Liga West 2012/13 geordnet sind, qualifiziert. Teams, die als durchgestrichen gekennzeichnet sind, nahmen am Wettbewerb aus diversen Gründen nicht am Wettbewerb teil oder sind die erste Mannschaften und spielten daher nicht um den Pokal mit. Weiters konnten noch der Landescupsieger, der Landesmeister oder deren Vertreter der Saison 2012/13 teilnehmen.
| AVL Superliga | Austrian Volley League | Austrian Volley League 1. Liga (1) |
| --- | --- | --- |
| - SK Aich/Dob (K) (M) - Hypo Tirol Volleyballteam (T) - SG Arbesbach (NÖ) - VC Amstetten Hypo NÖ (NÖ) - TSV Hartberg (ST) (C) - UVC Graz (ST)                                                                             | - VC Amstetten Hypo NÖ (NÖ) - SG Arbesbach (NÖ) - UVC Graz (ST) - TSV Hartberg (ST) - SG VBC Weiz/VBC Gleisdorf (ST) - VBK Klagenfurt (K) - SG supervolley OÖ (OÖ) - hotVolleys Wien (W)                                                                                        | - hotVolleys Wien (W) - SG supervolley OÖ (OÖ) - SG VBC Weiz/VBC Gleisdorf (ST) - VBK Klagenfurt (K) |
| Grund- und Frühjahrsdurchgang | | |
| 2. Liga Ost (6) | 2. Liga Süd (9) | 2. Liga West (7) |
| - Sportunion Bisamberg (NÖ) - SG volleyteam Südstadt/Perchtoldsdorf (NÖ) und - Union VBC Steyr (ST) - SG Prinz Brunnenbau Volleys (OÖ) - Union St. Pölten (NÖ) - VC Amstetten Hypo NÖ II (NÖ) - SG supervolley OÖ II (OÖ) | - VC Hausmannstätten (ST) - SG Weiz/Gleisdorf II (ST) und - UVC Graz II (ST) - TSV Hartberg II (ST) - SG WSV Eisenerz/VBV Trofaiach (ST) (N) - VBK Klagenfurt II (K) und - TUS Volleys Feldbach (ST) - SK Aich/Dob II (K) - The Beachelors Kindberg (ST) - ASKÖ Villach (K) (N) | - Hypo Tirol Volleyballteam II (T) - VC Mils (T) und - SV MusGym Salzburg (S) - TV Oberndorf (S) - UVC Ried im Innkreis (OÖ) - Union VC Esternberg (OÖ) (N) - VC Wolfurt (V) - PSV VBG Salzburg (S) (N) |
| Landescupsieger und Landesmeister (2) | | |
| - VC Wiener Neustadt-Felixdorf (NÖ) | - SG Union Waldviertel (NÖ) | |
| Erläuterungen Länderkürzel: (B): Burgenland, (K): Kärnten, (OÖ): Oberösterreich, (NÖ): Niederösterreich, (S): Salzburg, (ST): Steiermark, (T): Tirol, (W): Wien, (V): Vorarlberg                                          | | |

| (M) | amtierender Meister      |
| (C) | amtierender Cupsieger    |
| (N) | Neuaufsteiger der Saison |

## Turnierverlauf

### Vorrunde
| Datum             | Team 1                                | Team 2                       | Ergebnis                                |
| ----------------- | ------------------------------------- | ---------------------------- | --------------------------------------- |
| 28.09.2013, 18:00 | TV Oberndorf                          | Hypo Tirol Volleyballteam II | 0:3 (16:25, 16:25, 23:25)               |
| 28.09.2013, 18:30 | SG WSV Eisenerz/VBV Trofaiach         | UVC Graz II                  | 0:3 (14:25, 17:25, 18:25)               |
| 28.09.2013, 19:00 | TUS Volleys Feldbach                  | VBK Klagenfurt II            | 0:3 (17:25, 21:25,18:25)                |
| 28.09.2013, 19:00 | Union VC Esternberg                   | VC Mils                      | 2:3 (25:22, 18:25, 23:25, 27:25, 14:16) |
| 28.09.2013, 19:00 | Sportunion Bisamberg                  | SG Union Waldviertel         | 3:0 (keine Information)                 |
| 28.09.2013, 20:30 | SG volleyteam Südstadt/Perchtoldsdorf | hotVolleys Wien              | 2:3 (28:26, 25:21, 11:25, 23:25, 11:15) |
| 29.09.2013, 14:00 | VC Wiener Neustadt-Felixdorf          | Union St. Pölten             | 0:3 (20:25, 16:25, 20:25)               |
| 29.09.2013, 16:00 | SV MusGym Salzburg                    | UVC Ried im Innkreis         | 1:3 (18:25, 25:18, 13:25, 16:25)        |
| 01.10.2013, 20:15 | The Beachelors Kindberg               | TSV Hartberg II              | 0:3 (25:27, 11:25, 15:25)               |

### Achtelfinale
Folgende sieben Vereine stiegen in das Achtelfinale ein:
SK Aich/Dob II, VC Amstetten Hypo NÖ II, VC Hausmannstätten, SG supervolley OÖ II, Union VBC Steyr, SG VBC Weiz/Gleisdorf II und VC Wolfurt.
| Datum             | Team 1                  | Team 2                       | Ergebnis                                |
| ----------------- | ----------------------- | ---------------------------- | --------------------------------------- |
| 26.10.2013, 19:00 | VC Mils                 | UVC Ried im Innkreis         | 3:2 (21:25, 19:25, 25:21, 25:19, 16:14) |
| 27.10.2013, 13:00 | VC Amstetten Hypo NÖ II | UVC Graz II                  | 0:3 (19:25, 20:25, 23:25)               |
| 27.10.2013, 15:00 | VC Wolfurt              | SG VBC Weiz/Gleisdorf II     | 0:3 (15:25, 20:25, 16:25)               |
| 27.10.2013, 16:00 | Union VBC Steyr         | Union St. Pölten             | 1:3 (26:24, 24:26, 20:25, 23:25)        |
| 27.10.2013, 16:00 | hotVolleys Wien         | Hypo Tirol Volleyballteam II | 1:3 (25:21, 13:25, 19:25, 18:25)        |
| 27.10.2013, 17:00 | VBK Klagenfurt II       | TSV Hartberg II              | 3:2 (26:24, 18:25, 16:25, 25:20, 15:11) |
| 27.10.2013, 17:00 | Sportunion Bisamberg    | SK Aich/Dob II               | 3:2 (23:25, 25:27, 25:23, 30:28, 15:13) |
| 27.10.2013, 18:00 | VC Hausmannstätten      | SG supervolley OÖ II         | 2:3 (26:24, 25:19, 20:25, 15:25, 1315)  |

### Viertelfinale
| Datum             | Team 1                       | Team 2                   | Ergebnis                               |
| ----------------- | ---------------------------- | ------------------------ | -------------------------------------- |
| 17.11.2013, 16:00 | Sportunion Bisamberg         | VC Mils                  | 3:0 (25:20, 25:17, 25:16)              |
| 17.11.2013, 17:00 | Hypo Tirol Volleyballteam II | SG VBC Weiz/Gleisdorf II | 3:2 (25:20, 22:25, 25:21, 23:25, 15:8) |
| 17.11.2013, 18:00 | Union St.2013, Pölten        | SG supervolley OÖ II     | 0:3 (18:25, 20:25, 17.25)              |
| 24.11.2013, 19:00 | UVC Graz II                  | VBK Klagenfurt II        | 3:1 (25:22, 28:26, 22:25, 26:24)       |

### Halbfinale
| Datum             | Team 1               | Team 2                       | Ergebnis                         |
| ----------------- | -------------------- | ---------------------------- | -------------------------------- |
| 08.12.2013, 19:00 | Sportunion Bisamberg | SG supervolley OÖ II         | 3:1 (16:25, 25:23, 25:20, 25:18) |
| 06.01.2014, 17:30 | UVC Graz II          | Hypo Tirol Volleyballteam II | 1:3 (36:34, 18:25, 23:25, 26:28) |

### Finale
| Datum             | Team 1               | Team 2                       | Ergebnis                  |
| ----------------- | -------------------- | ---------------------------- | ------------------------- |
| 31.01.2014, 20:15 | Sportunion Bisamberg | Hypo Tirol Volleyballteam II | 0:3 (14:25, 20:25, 21:25) |